# Golf Resort Tycoon
Golf Resort Tycoon là tựa game mô phỏng kinh doanh được Cat Daddy Games phát triển và Activision phát hành vào năm 2001.

## Lối chơi
Golf Resort Tycoon dựa trên tiền đề là người chơi xây dựng khu nghỉ dưỡng chơi gôn của riêng mình với số tiền hạn chế nhằm hy vọng kiếm thêm thu nhập thông qua sự hài lòng của khách tham dự khu nghỉ dưỡng này. Có hai kiểu chơi trong game gồm Instant Action (hành động tức thì) và Challenges (thử thách). Instant Action cho phép người chơi tự do tạo nên khu nghỉ dưỡng chơi gôn của riêng mình trong khi Challenges lại đòi người chơi hoàn thành hàng loạt nhiệm vụ cụ thể.

## Đón nhận
Hầu hết các bài đánh giá dành cho Golf Resort Tycoon đều nói rằng nhìn chung đây là một tựa game tầm thường. GameSpot chấm cho 6.2 điểm, bình phẩm "Golf Resort Tycoon có thể là trò tiêu khiển hay và là một cách hợp lý để giết thời gian trong thời gian ngắn, nhưng nó chắc chắn không dành cho tất cả mọi người". GameZone chấm cho game 8/10 điểm và cho biết trò chơi này mang tính thử thách và dễ gây nghiện.

### Phần tiếp theo
Phần tiếp theo của Golf Resort Tycoon mang tên Golf Resort Tycoon II được phát hành vào năm 2002.